# Damodar (rzeka)
Damodar (hindi Dāmodar) – rzeka w północno-wschodnich Indiach. Prawy dopływ Hugli (jednego z ramion delty Gangesu) o długości 595 km, jej źródła znajdują się na wyżynie Ćhota Nagpur w prowincji Bihar.
Wykorzystywana w hydroenergetyce i do nawadniania pól. Połączona z Kalkutą kanałem żeglugowym o długości 140 km.
W dolinie rzeki znajduje się największy okręg górniczo-przemysłowy Indii - Damodar.